# 北畑静子
北畑 静子（きたはた しずこ、1923年3月17日 - 1990年7月13日）は、日本のロシア児童文学の翻訳家。

## 略歴
福島県原町市（現・南相馬市原町区）出身。本名・静。
GHQ民事検閲局を経て国立国会図書館司書となり、勤務の傍ら日ソ学院に通いロシア語を学ぶ。
雑誌に短編を翻訳して以来、ソ連の児童文学を紹介。
1976年プーシキン記念ロシア語大学通信教育学部卒。

## 著書
- 『わたしの　おねしょのはなし』（椋鳩十編『ねしょんべんものがたり』より、童心社） 1971
- 『燈台の絵 おじいさんおばあさんの暦』（教育報道社） 1982
- 『夢の共和国』（スタジオ・バク） 1987

## 翻訳
- 『人生のはじめ マルシャーク自伝』（サムイル・マルシャーク、村山士郎共訳、G・フイリッポフスキー絵、理論社） 1968
  - 『人生のはじめ』（サムイル・Ja.マルシャーク、村山士郎共訳、理論社） 1984
- 『原始林にかける虹』（ニコライ・ペチョルスキー、市川禎男絵、大日本図書） 1970
- 『赤い貨車』（ニコライ・ペチョルスキー、市川禎男画、大日本図書） 1973
- 『アイオイ橋の人影』（フセヴォロト・オフチンニコフ、冨山房） 1974
- 『少女と鳥とひこうき』（ウラジミール・キセリョフ、福井研介共訳、D・シチェレンベルク絵、岩波書店） 1975
- 『赤いノート』（ヴォスコボイニコフ、中山正美絵、岩崎書店） 1976
- 『ねずみのぼうやとこもりうた』（サムイル・マルシャーク、レーベジェフ絵、理論社） 1976
- 『うちのマーシャ 児童文学作家の育児日記』（アレクセイ・パンテレーエフ、川崎エヴァ共訳、冨山房） 1979
  - 『うちのマーシャ抄』（アレクセイ・I・パンテレーエフ、理論社） 1985
- 『ぼく、空をとんだよ!』（ガリーナ・デムィキナ、かみやしん絵、大日本図書） 1980
- 『うそつきワロージャ』（A・パンテレーエフ、中島保彦絵、服部素子共訳、大日本図書） 1981
- 『なぜ、おとなになるの?』（アリベルト=リハーノフ、偕成社） 1982
- 『ぼくのワーリャ』（ニコライ・K・チュコフスキー、理論社） 1984
- 『母さん心配しないで』（N・ドムバーゼ、理論社） 1985
- 『重い砂 炎の愛に生きた我が母へ』（アナトーリー=ルィバコフ、長島七穂共訳、偕成社） 1987
- 『春一番が吹いて』（V・テンドリャコーフ作、P・ピンキショヴィチ画、大日本図書） 1987
- 『クマの王子 アルメニア(ソビエト)の民話』（アンドラニク・エルバンドヴィチ・キリキャン絵、ほるぷ出版） 1989
- 『母さん、愛ってなに?』（ヴォスコボイニコフ、童心社） 1990
- 『木の上の小さなおうち』（ユーリー・ワスネツォフ絵、大日本図書、ロシアのお話とわらべうた） 1990
- 『きんいろとさかのおんどり』（ユーリー・ワスネツォフ絵、大日本図書、ロシアのお話とわらべうた） 1990
- 『ころりんパン』（ユーリー・ワスネツォフ絵、大日本図書、ロシアのお話とわらべうた） 1990
- 『なきむしうさぎ』（ユーリー・ワスネツォフ絵、大日本図書、ロシアのお話とわらべうた） 1990
- 『ねこのドラ』（ユーリー・ワスネツォフ絵、大日本図書、ロシアのお話とわらべうた） 1990